# Rajon Swjahel
Der Rajon Swjahel (bis 2022 Rajon Nowohrad-Wolynskyj; ukrainisch Звягельський район/Swjahelskyj rajon; russisch Звягельский район/Swjagelski rajon) ist ein ukrainischer Rajon mit etwa 160.000 Einwohnern. Er liegt in der Oblast Schytomyr und hat eine Fläche von 5257 km², der Verwaltungssitz befindet sich in der namensgebenden Stadt Swjahel.

## Geographie
Der Rajon liegt im Westen der Oblast Schytomyr und grenzt im Norden und Nordosten an den Rajon Korosten, im Osten und Süden an den Rajon Schytomyr, im Südwesten an den Rajon Schepetiwka (in der Oblast Chmelnyzkyj gelegen), im Westen an den Rajon Riwne (in der Oblast Riwne gelegen) sowie im Nordwesten an den Rajon Sarny (Oblast Riwne).

## Geschichte
Der Rajon wurde am 7. März 1923 als Rajon Nowohrad-Wolynskyj (ukrainisch Новоград-Волинський район/Nowohrad-Wolynskyj rajon, russisch Новоград-Волынский район/Nowograd-Wolynski raion) gegründet.
Am 16. November 2022 wurde der Rajon analog zur gleichzeitig umbenannten Stadt in Rajon Swjahel umbenannt und wieder Referenz auf den bis 1795 bestehenden Namen genommen.
Am 17. Juli 2020 kam es im Zuge einer großen Rajonsreform zur Auflösung des alten Rajons und einer Neugründung unter Vergrößerung des Rajonsgebietes um die Rajone Baraniwka und Jemiltschyne sowie der bis dahin unter Oblastverwaltung stehenden Stadt Swiahel.

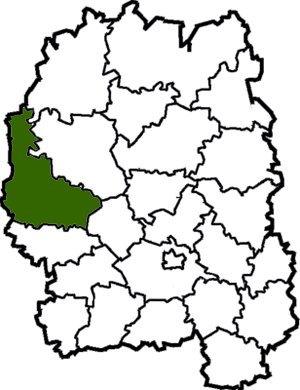
Rajon Swiahel bis Juli 2020
Rajonsgebiet ab Juli 2020

## Administrative Gliederung
Auf kommunaler Ebene ist der Rajon in 12 Hromadas (2 Stadtgemeinden, 3 Siedlungsgemeinden und 7 Landgemeinden) unterteilt, denen jeweils einzelne Ortschaften untergeordnet sind.
Zum Verwaltungsgebiet gehören:
- 2 Städte
- 8 Siedlung städtischen Typs
- 283 Dörfer

Die Hromadas sind im Einzelnen:
- Stadtgemeinde Swjahel
- Stadtgemeinde Baraniwka
- Siedlungsgemeinde Dowbysch
- Siedlungsgemeinde Horodnyzja
- Siedlungsgemeinde Jemiltschyne
- Landgemeinde Baraschi
- Landgemeinde Bronyky
- Landgemeinde Dubriwka
- Landgemeinde Jarun
- Landgemeinde Pischtschiw
- Landgemeinde Stryjewa
- Landgemeinde Tschyschiwka